# Latodrepanus laticollis
Latodrepanus laticollis är en skalbaggsart som beskrevs av Fahraeus 1857. Latodrepanus laticollis ingår i släktet Latodrepanus och familjen bladhorningar. Inga underarter finns listade i Catalogue of Life.